# Hieronymus Schlick
Hieronymus Schlick, Graf zu Bassano, Herr zu Weißkirchen, († 1612), war ein kurbrandenburgischer Hofrat.

## Leben
Hieronymus III. war Angehöriger des Geschlechts Schlik. Sein Vater war Sebastian Schlick († 1594). Er vermählte sich mit Erdmuthe Sophie von Putbus (1586–1619).
Schlick war Kammerherr, Oberstall- und Oberjägermeister des Kurfürsten Joachim Friedrich. Er wurde im Dezember 1604 als dessen erstes Mitglied in das Geheime Ratskollegium aufgenommen. Schlick war ein sehr enger Vertrauter des Kurfürsten, der schon dessen Huldigung in Berlin leitete und auch bei dessen Tod auf der Kutschfahrt zwischen Köpenick und Storkow als Oberkämmerer an dessen Seite war.
1577 amtierte er als Rektor der Universität Marburg.